# Johann George Tromlitz

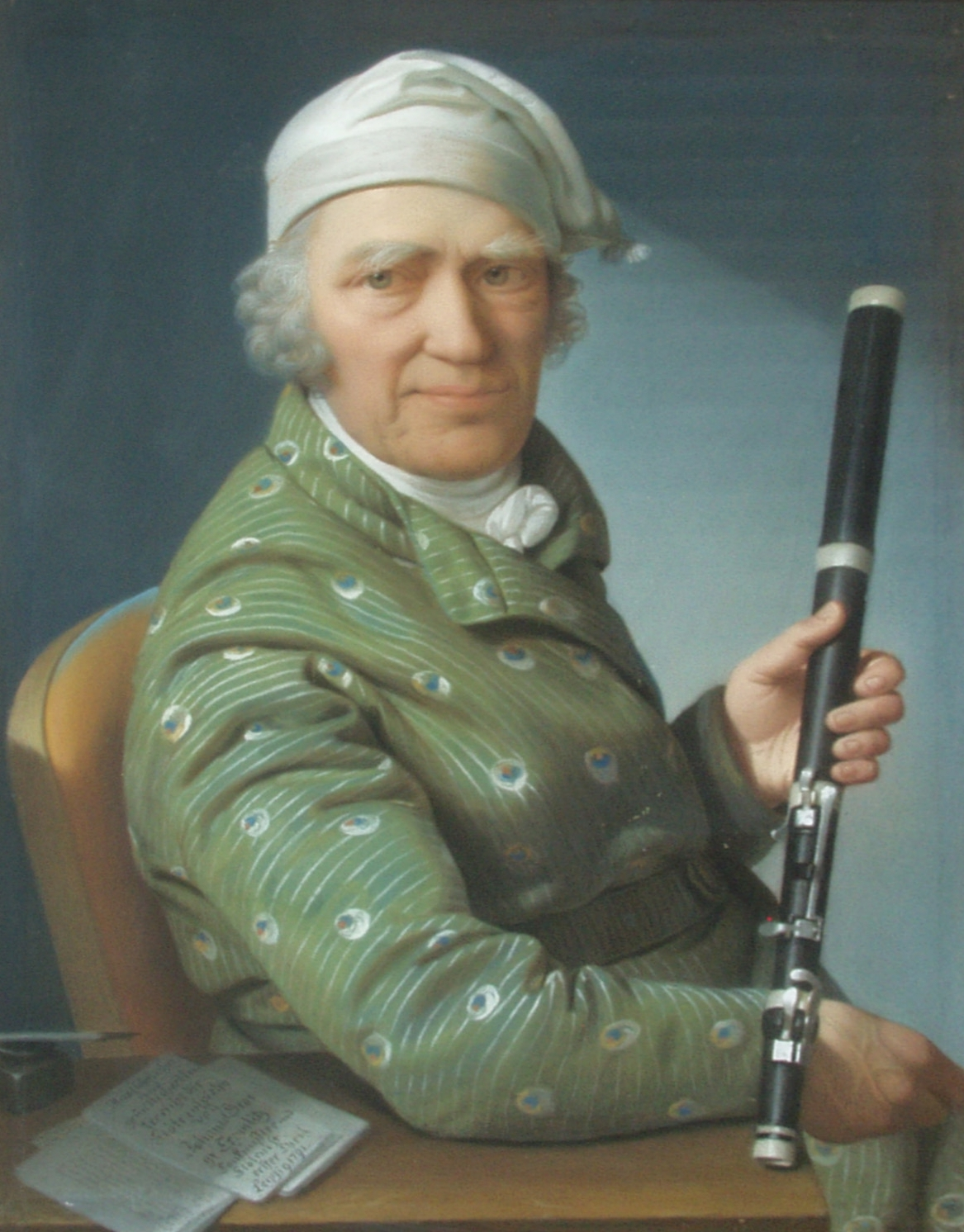
Johann George Tromlitz

Johann George Tromlitz (Reinsdorf, 8 november 1725 - Leipzig, 4 februari 1805) was een Duits fluitist, fluitbouwer en componist.

## Leven
Tromlitz werd geboren in Reinsdorf in Thüringen als zoon van een grenadier. Hij ging in Gera naar school, trouwde in 1747 en studeerde vanaf 1750 aan de juridische faculteit van de Universiteit Leipzig. Hij behaalde er de titel van Notarius publicus caesareus (keizerlijk notaris). Over zijn muzikale ontwikkeling, vermoedelijk laat begonnen, is niets bekend. In 1754 tras hij op als solofluitist in het Große Konzert in Leipzig, dat als voorloper wordt beschouwd van het Gewandhausorchester. Concertreizen brachten hem in de jaren erna naar Sint Petersburg. In 1776 trok hij zich terug uit het openbare leven. Johann George Tromlitz was een overgrootvader van Clara Schumann.

## Fluitbouwer, componist en pedagoog
Tromlitz was ontevreden met de klank en intonatie van de eenkleppige traverso. Vanaf zijn studententijd hield hij zich bezig met het bouwen van fluiten, later ook commercieel, en breidde hij de fluit volgens het model van Johann Joachim Quantz uit met meerdere kleppen. Aan het einde van zijn ongeveer 40-jarige carrière maakte hij, naast andere modellen, een fluit met 8 kleppen die beschouwd kan worden als het instrument waaruit Theobald Böhm  voorloper voor de moderne dwarsfluit ontwikkelde. Hi verkocht zijn instrumenten voor de destijds hoge prijs van tussen 6 en 40 dukaten. Tegenwoordig zijn er nog 6 in privébezit en musea bewaard gebleven. Onder andere de dichter Eduard Mörike bezat een Tromlitz-fluit.
Tromlitz was ook fluitdocent. Hij schreef meerdere didactische werken, waaronder het in 1791 verschenen werk Ausführlicher und gründlicher Unterricht die Flöte zu spielen. Als componist schreef hij onder andere meerdere partita's voor fluit solo, fluitconcerten en fluitsonates. Hij volgde de stijl van Quantz en Carl Philipp Emanuel Bach.